# Mario, Marta, Audifax y Ábaco
San Mario de Persia fue un comerciante persa que viajó a Roma con su esposa Santa Marta de Roma y con sus dos hijos, Audifax y Ábaco, a venerar las reliquias de los mártires y los sepulcros de los apóstoles Pedro y Pablo en tiempos del emperador Claudio II (268-270). La Iglesia católica venera su santoral el 19 de enero. 
En el camino y ya en la ciudad se dedicaron a atender a su devoción, y a socorrer a los cristianos víctimas de la persecución, a los que estaban en las cárceles a punto de sufrir martirio, confortándolos y orando con ellos para pedir ayuda al cielo y ayudando a dar digna sepultura hasta 260 mártires en compañía de algunos sacerdotes, ya que eran abandonados en la vía pública, hasta que un día fueron apresados también ellos por mandato del emperador.  
En vista de que no se pudo hacerles renegar de su fe, manteniéndose incólumes en el Señor Jesús, los entregó a un juez llamado Musciano o Marciano para que les diese muerte después de atormentarlos; este hizo apalear a Mario, Audifax y Ábaco, delante de Marta, y después mutiló sus miembros y abrasó sus costados con hachas encendidas. 
Llevados por fin al arenal de la Vía Cornelia, sin embargo, todos sintieron la fortaleza del Espíritu Santo, donde fueron decapitados. Ocurrió esto en el año 270. 
La fiesta de San Mario, Santa Marta, San Audifax (o Audifaz) y San Ábaco (o Habacuc), se celebra el 19 de enero.
Esta terrible acción fue motivo de una pintura en la iglesia de San Esteban Rotondo en Roma, que muestra a Marta mutilada de sus manos y exhibida a la multitud. Finalmente murieron decapitados en la Vía Cornelia de Roma.
Se les dio sepultura en un campo donde posteriormente se edificó una iglesia en el Buxus (hoy Boccea, en el quartiere XIII), destino posterior de innumerables peregrinaciones durante la Edad Media. 
Parte de reliquias de San Mario, fueron traídas de las catacumbas de Roma, ocultas dentro de una imagen de cera que el Padre Haymbhausen, encargó a Baviera su tierra natal, en el siglo XVIII, hacia la República de Chile para acrecentar, la devoción a este Santo Mártir. 
Las reliquias de San Mario, estuvieron ocultas por muchos años en el altar y está la pintura de San Ignacio en la iglesia San Ignacio de Loyola en Santiago de Chile. Fueron puestas a disposición del público el 24 de junio de 1994.